# Фергусон (Ајова)
Фергусон (енгл. Ferguson) град је у америчкој савезној држави Ајова. По попису становништва из 2010. у њему је живело 126 становника.

## Демографија
Према попису становништва из 2010. у граду је живело 126 становника, што је 0 (0,0%) становника више него 2000. године.
| Група             | 2000.       | 2010.       |
| Белци             | 121 (96,0%) | 124 (98,4%) |
| Афроамериканци    | 0 (0,0%)    | 0 (0,0%)    |
| Азијати           | 0 (0,0%)    | 0 (0,0%)    |
| Хиспаноамериканци | 1 (0,8%)    | 0 (0,0%)    |
| Укупно            | 126         | 126         |